# Tomas Kalinauskas
Tomas Kalinauskas (Litouwen, 27 april 2000) is een Litouwse voetballer die bij voorkeur als middenvelder of linksbuiten voor Burton Albion speelt.

## Carrière
Tomas Kalinauskas speelde zeven jaar in de jeugd van het Engelse Conquest Football Academy. Vanaf 2020 stond de Litouwer onder contract bij Hayes & Yeading United FC en Farnborough FC alvorens het eveneens Engelse Barnsley hem inlijfde. Deze club verhuurde hem vervolgens aan AFC Wimbledon en Havant & Waterlooville FC. Daar speelde Kalinauskas opgeteld zeven wedstrijden waarin hij eenmaal wist te scoren. Op 17 januari 2023 nam FC Den Bosch hem over van Barnsley, dat net als de Bosschenaren in handen is van Pacific Media Group. In Den Bosch tekende Kalinauskas een contract van anderhalf jaar.
Drie dagen later, op 20 januari 2023, maakte hij zijn debuut in de Keuken Kampioen Divisie. Thuis tegen Jong PSV startte Kalinauskas direct in de basis en werd hij in de 73e minuut vervangen door Sebastiaan van Bakel. FC Den Bosch won de wedstrijd met 1-0. Na anderhalf seizoen werd het contract van Kalinauskas niet verlengd. Op 13 juni 2024 tekende hij bij het Engelse Burton Albion in de Engelse League One.

### Interlandcarrière
Kalinauskas speelde drie interlands voor Litouwen -19 en zes voor Litouwen -21. Voor die laatste maakte hij één doelpunt. Zijn officiële debuut voor de hoofdmacht van het Litouwse elftal was op 25 september 2022. In het UEFA Nations League duel tegen Luxemburg kwam hij in de 78e minuut in het veld voor oud-FC Den Bosch speler Vykintas Slivka. Litouwen verloor met 1-0.
Ook zijn tweede interland verloor de middenvelder. In oefenduel in in tegen Estland (2-0) werd hij in de rust vervangen door Arvydas Novikovas.